# Wapta Mountain
Wapta Mountain är ett berg i Kanada.   Det ligger i provinsen British Columbia, i den centrala delen av landet, 3 000 km väster om huvudstaden Ottawa. Toppen på Wapta Mountain är 2 778 meter över havet, eller 945 meter över den omgivande terrängen. Bredden vid basen är 9,2 km.
Terrängen runt Wapta Mountain är huvudsakligen bergig.Trakten runt Wapta Mountain är nära nog obefolkad, med mindre än två invånare per kvadratkilometer.. 
I omgivningarna runt Wapta Mountain växer i huvudsak barrskog.